# 樋口芳麻呂
樋口 芳麻呂（ひぐち よしまろ、1921年9月15日 - 2011年10月1日）は、日本の国文学者。専門は中古・中世和歌文学。愛知教育大学名誉教授、愛知淑徳大学名誉教授。1983年角川源義賞受賞。1997年勲三等旭日中綬章受章。

## 来歴
1921年（大正10年）9月、愛知県名古屋市に生まれる。旧制愛知県明倫中学校、旧制第八高等学校を経て、1944年（昭和19年）、東京帝国大学文学部国文学科卒業。1951年（昭和26年）、愛知学芸大学講師、1968年（昭和43年）、愛知教育大学教授、1985年（昭和60年）、同大学定年退官、同大学名誉教授、愛知淑徳大学文学部教授。1997年（平成9年）、愛知淑徳大学定年退職、同大学名誉教授。2011年（平成23年）、逝去。
1983年（昭和58年）『平安・鎌倉時代散逸物語の研究』で角川源義賞受賞。1997年秋、旭日中綬章受勲。

## 叙位・叙勲
- 1997年 - 勲三等旭日中綬章受章。

## 著書
- 『平安・鎌倉時代散逸物語の研究』ひたく書房 1982
- 『平安・鎌倉時代秀歌撰の研究』ひたく書房 1983
- 『後鳥羽院 我こそは、にい島守よ（王朝の歌人）』集英社 1985

### 共編著
- 『王朝の女流作家たち』（久保朝孝、鷹尾純、岩下紀之共著）世界思想社 1990
- 『王朝和歌と史的展開』（編）笠間書院 1997

## 編纂・校訂
- 『定家八代抄と研究』未刊国文資料刊行会 1956-1957（未刊国文資料）
- 『未刊中世歌合集』谷山茂共編 古典文庫 1959
- 『未刊中古私家集』第1－2 谷山茂共編 古典文庫 1961-1963
- 『新勅撰和歌集』久曽神昇共編 岩波文庫 1961
- 『楢葉和歌集と研究』未刊国文資料刊行会 1961
- 『物語和歌総覧 索引編』久曽神昇、藤井隆共編 風間書房 1976
- 『金槐和歌集』源実朝 新潮日本古典集成 1981
- 『王朝秀歌選』岩波文庫 1983
- 『日本歌学大系』第10巻（総索引） 久曽神昇共編 風間書房 1986
- 『王朝物語秀歌選』岩波文庫 1987-1989
- 『中世和歌集 鎌倉篇』新日本古典文学大系 岩波書店 1991
- 『定家八代抄 続王朝秀歌選』藤原定家 後藤重郎共編 岩波文庫 1996
- 『松浦宮物語』新編日本古典文学全集 小学館 1999
- 『隆信集全釈』風間書房 2001（私家集全釈叢書）
- 『百人一首』尭孝 笠間書院 2005（笠間文庫）